# Deutsche Evangelische Kirche
Die Deutsche Evangelische Kirche (DEK) war von 1933 bis 1945 eine Vereinigung der zunächst 30 deutschen evangelischen Landeskirchen in der Zeit des Nationalsozialismus. Sie trat als Körperschaft des öffentlichen Rechts an die Stelle des Deutschen Evangelischen Kirchenbundes.

## Geschichte
Über Jahrhunderte hatte das Summepiskopat, die Formel „Thron und Altar“, eine Überbetonung des Gehorsams gegenüber dem Staat die politische Haltung in deutsch-nationalen Kreisen der Protestanten geprägt. Während die katholische Kirche durch das Reichskonkordat ihre innere Geschlossenheit erhalten konnte, tendierten die Deutschen Christen dazu, die Evangelische Kirche zu einer Propagandaabteilung der Nationalsozialisten umzufunktionieren.

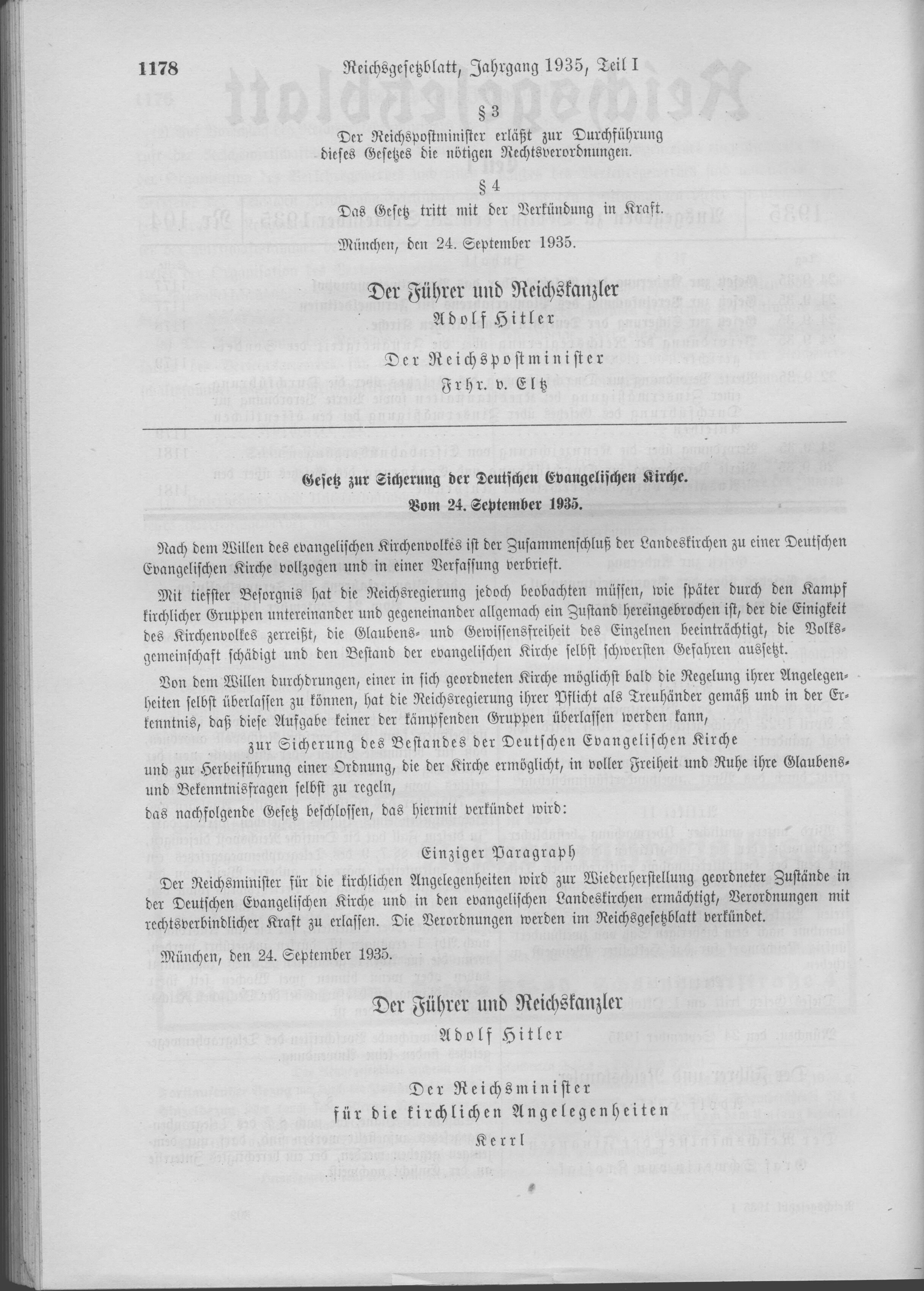
Gesetz zur Sicherung der Deutschen Evangelischen Kirche vom 24. September 1935

Obwohl es schon seit mehreren Jahren Einigungsbestrebungen gegeben hatte, wurde die Deutsche Evangelische Kirche erst im Juli 1933 gegründet. Der Deutsche Evangelische Kirchenbund von 1922 ging zu einem Zeitpunkt in der DEK auf, als die Deutschen Christen viele Kirchenleitungen der Landeskirchen innehatten. Bei den Wahlen zur ersten Reichssynode nahmen die Nationalsozialisten großen Einfluss durch ihre eindeutige Parteinahme zugunsten ihres Kandidaten für das Amt des Reichsbischofs, Ludwig Müller. Er war ein überzeugter Nationalsozialist und bedingungsloser Gefolgsmann Hitlers. Ein Zeitzeuge berichtet, dass bei der Amtseinführung Müllers in Wittenberg etwa die Hälfte der anwesenden Pfarrer SA-Uniform trugen. Sebastian Haffner erzählt, dass nach dem überwältigenden Wahlsieg der Deutschen Christen von allen Kirchtürmen in Berlin Hakenkreuzfahnen wehten.
Nach seiner Amtsübernahme gliederte Müller am 20. Dezember 1933 die evangelischen Jugendverbände, die sich zum Evangelischen Jugendwerk Deutschlands zusammengeschlossen hatten, ohne Rücksprache mit ihren Führern und gegen deren erklärten Willen in die Hitler-Jugend ein. Müllers Verquickung mit nationalsozialistischem Gedankengut stieß rasch auf Widerstand. Er versuchte, die aufflammende Diskussion in der DEK mit einem „Maulkorberlass“ und vielen Disziplinarmaßnahmen zu ersticken. Doch die Beschwerden über ihn nahmen zu, so dass es am 25. Januar 1934 zu einem Treffen der evangelischen Kirchenführer mit Hitler kam. Sie erklärten dabei letztendlich ihre Loyalität zum Staat; der Sturz Müllers blieb aus. Danach begann dieser, auch die übrigen Landeskirchen neu zu gliedern.
Der Widerstand gegen die Verquickung der christlichen Lehre mit nationalsozialistischem Gedankengut in der DEK blieb gering: Es bildeten sich nur in einzelnen Gemeinden im Reich die „bekennenden Gemeinden“; unter Martin Niemöller bildete sich der Pfarrernotbund, der aber nur ca. 7000 Mitglieder umfasste. Die DEK zerfiel letztlich in mehrere Gruppierungen, die in ungeklärter Rechtslage nebeneinander bestanden:
- die bereits umstrukturierten, von „Deutschen Christen“ geführten „Bistümer“, die sich als Teil der Einheitskirche sahen,
- die „Intakten Kirchen“ (Hannover, Bayern, Württemberg und Westfalen), die in der Einheitskirche blieben, aber Müller als Führer ablehnten,
- die „Zerstörten Kirchen“, deren „bekennende Gemeinden“ sich der Einheitskirche verweigerten,
- die „Bekennende Kirche“ (BK), die sich als „wahre“ evangelische Kirche verstand und unter Berufung auf das Dahlemer Notrecht handelte.

Der Einfluss des Reichsbischofs Müller sank durch die andauernden Auseinandersetzungen innerhalb der DEK, was zur Einsetzung des Ministers für kirchliche Angelegenheiten Hanns Kerrl durch „Führererlass“ am 16. Juli 1935 führte. Ein Gesetz vom 24. September 1935 sollte die Einheit der DEK „sichern“ und diente in den nächsten Jahren zur Legitimation zahlreicher Verordnungen. Ein neu eingerichteter „Reichskirchenausschuss“ (RKA) unter Wilhelm Zoellner übernahm die Leitung der DEK anstelle Müllers und erhielt daher im Folgejahr zunehmend Unterstützung seitens der intakten Landeskirchen sowie einiger BK-Bruderräte. Als der RKA im Sommer 1936 „Irrlehren“ der Thüringer Deutschen Christen verurteilte, begann das Reichsministerium die Ausschüsse massiv zu behindern, weil sie angeblich die Bekennende Kirche bevorzugten. Jede Ausübung kirchenregimentlicher Befugnisse durch die Bekennende Kirche wurde verboten. Mit dem Rücktritt des RKA im Februar 1937 und der Verhaftung führender Vertreter der BK wie zum Beispiel Martin Niemöller u. a. entschied das Regime 1937 die Auseinandersetzung letztlich für sich. Die Führung der Deutschen Evangelischen Kirche übernahm der Leiter der Deutschen Evangelischen Kirchenkanzlei; die DEK spielte von nun an keine eigenständige Rolle im Kirchenkampf mehr. Auch Kerrls Bedeutung nahm schnell ab, er wurde zeitweise nicht einmal mehr zu Hitler vorgelassen. Nach Beginn des Zweiten Weltkriegs bemühte sich Reichsbischof Müller vergeblich um die persönliche Unterstützung Hitlers, um wieder mehr Einfluss in der Kirche zu erlangen. Nachfolger des 1941 verstorbenen Kerrl wurde sein Staatssekretär Hermann Muhs, der das Ministeramt kommissarisch bis zum Kriegsende ausübte.
In der Zeit des Nationalsozialismus wurden im Deutschen Reich 190 evangelische Kirchen neu gebaut. Man fand Glocken mit Hakenkreuzen verziert, Orgelpfeifen mit dem Ebenbild Hitlers. Auf der hölzernen Kanzel der Martin-Luther-Gedächtniskirche in Berlin-Mariendorf ist neben Frau und Kind ein Wehrmachtssoldat zu sehen, eine Synthese von Nationalsozialismus und Christentum, die der Ideologie der Deutschen Christen entsprach.
Die Deutschen Christen betrieben nationalsozialistische Propaganda mit auflagenstarken Kampfblättern wie Evangelium im Dritten Reich und Christenkreuz und Hakenkreuz. Herausgeber war Walter Grundmann. Die evangelische Presse hatte vor 1933 weitgehend unabhängig von Weisungen kirchenamtlicher Institutionen gearbeitet. Der Evangelische Presseverband für Deutschland war ein eigenständiger Verband und finanziell unabhängig. Am 24. Juni 1933 wurde der EPD von der SA besetzt und seine Leitung durch Aktivisten der Deutschen Christen abgesetzt. Die Pressefreiheit war beseitigt, das Ende der Presseverbände zeichnete sich ab.
Das Publikationsorgan der 1922 neu zusammengeschlossenen Landeskirchen war eine von der Vorläuferorganisation Deutscher Evangelischer Kirchenbund 1924 begründete Zeitung. Sie trug den Titel Das Evangelische Deutschland. Kirchliche Rundschau für das Gesamtgebiet des Deutschen Evangelischen Kirchenbundes Herausgeber August Hinderer. Sie erschien bis März 1945.
Die DEK wurde im August 1945 durch den Rat der Evangelischen Kirche in Deutschland (EKD) abgelöst. Mit dem Stuttgarter Schuldbekenntnis bekannte die EKD erstmals eine Mitschuld an den Verbrechen des Nationalsozialismus.

## Mitgliedskirchen
Bei der Gründung 1933 bestand die Deutsche Evangelische Kirche aus den 30 vom Deutschen Evangelischen Kirchenbund übernommenen Landeskirchen. Ende 1933 wurden die drei südhessischen Landeskirchen zur Evangelischen Landeskirche Nassau-Hessen verschmolzen, 1934 auch die beiden nordhessischen Landeskirchen zur Evangelischen Kirche von Kurhessen-Waldeck sowie die beiden mecklenburgischen Landeskirchen zur Evangelisch-Lutherischen Landeskirche Mecklenburgs. Zudem wurden zwei kleinere selbständige Kirchen der jeweiligen Landeskirche angegliedert. So bestand die Deutsche Evangelische Kirche Ende 1934 nur noch aus 23 Landeskirchen.
1. Evangelische Landeskirche Anhalts (uniert)
2. Vereinigte evangelisch-protestantische Landeskirche Badens
3. Evangelisch-lutherische Kirche in Bayern rechts des Rheins
4. Evangelisch-reformierte Kirche in Bayern
5. Evangelische Kirche des Landesteils Birkenfeld im Freistaat Oldenburg (uniert), ging 1934 in der Evangelischen Kirche der altpreußischen Union auf
6. Braunschweigische evangelisch-lutherische Landeskirche
7. Bremische Evangelische Kirche (uniert)
8. Evangelische Landeskirche Frankfurt am Main (uniert), ab Ende 1933 Teil der neuen Evangelischen Landeskirche Nassau-Hessen
9. Evangelisch-Lutherische Kirche im Hamburgischen Staate
10. Evangelisch-Lutherische Landeskirche Hannovers
11. Evangelisch-reformierte Landeskirche der Provinz Hannover
12. Evangelische Landeskirche in Hessen (uniert), ab Ende 1933 Teil der neuen Evangelischen Landeskirche Nassau-Hessen
13. Evangelische Landeskirche in Hessen-Kassel (uniert), ab 1934 Teil der neuen Evangelischen Kirche von Kurhessen-Waldeck
14. Lippische Landeskirche (reformiert)
15. Evangelisch-Lutherische Kirche im Lübeckischen Staate, ab 1937: Evangelisch-Lutherische Kirche in Lübeck
16. Evangelisch-Lutherische Kirche des Landesteils Lübeck im Freistaat Oldenburg
17. Evangelisch-lutherische Kirche von Mecklenburg-Schwerin, ab 1934 Teil der neuen Evangelisch-Lutherischen Landeskirche Mecklenburgs
18. Evangelisch-lutherische Kirche von Mecklenburg-Strelitz, ab 1934 Teil der neuen Evangelisch-Lutherischen Landeskirche Mecklenburgs
19. Evangelische Landeskirche in Nassau (uniert), ab Ende 1933 Teil der neuen Evangelischen Landeskirche Nassau-Hessen
20. Niedersächsische Konföderation (reformiert)
21. Evangelisch-Lutherische Kirche des Landesteils Oldenburg im Freistaat Oldenburg
22. Vereinigte Protestantisch-Evangelisch-Christliche Kirche der Pfalz (Pfälzische Landeskirche) (uniert)
23. Evangelische Kirche der altpreußischen Union
24. Evangelisch-lutherische Kirche in Reuß ältere Linie, ging 1934 in der Thüringer evangelischen Kirche auf
25. Evangelisch-lutherische Landeskirche des Freistaats Sachsen
26. Evangelisch-Lutherische Landeskirche Schaumburg-Lippe
27. Evangelisch-Lutherische Landeskirche Schleswig-Holsteins
28. Thüringer evangelische Kirche (lutherisch)
29. Evangelische Landeskirche in Waldeck (uniert), ab 1934 Teil der neuen Evangelischen Kirche von Kurhessen-Waldeck
30. Evangelische Landeskirche in Württemberg (lutherisch)

Die einzelnen Kirchen sind als lutherisch, reformiert oder uniert gekennzeichnet, soweit aus dem seinerzeitigen Namen nicht ersichtlich.

## Reichsbischöfe
- Friedrich von Bodelschwingh, designierter Reichsbischof bis 24. Juni 1933, trat das Amt wegen der kirchenpolitischen Auseinandersetzungen im Frühjahr und Sommer 1933 nicht an.
- Ludwig Müller, Reichsbischof ab 27. September 1933, im Amt bis 1945